# Гийеран-Гранж
Гийера́н-Гранж (фр. Guilherand-Granges, окс. Guilherand Granges) — коммуна во Франции, находится в регионе Рона — Альпы. Департамент коммуны — Ардеш. Входит в состав кантона Сен-Пере. Округ коммуны — Турнон-сюр-Рон.
Код INSEE коммуны — 07102.

## Население
Население коммуны на 2008 год составляло 10 791 человек.
| 1962 | 1968 | 1975 | 1982 | 1990   | 1999   | 2008   |
| ---- | ---- | ---- | ---- | ------ | ------ | ------ |
| 4433 | 7226 | 8966 | 9556 | 10 492 | 10 707 | 10 791 |

## Экономика
В 2007 году среди 7009 человек в трудоспособном возрасте (15—64 лет) 5195 были экономически активными, 1814 — неактивными (показатель активности — 74,1 %, в 1999 году было 69,8 %). Из 5195 активных работали 4795 человек (2434 мужчины и 2361 женщина), безработных было 400 (170 мужчин и 230 женщин). Среди 1814 неактивных 616 человек были учениками или студентами, 734 — пенсионерами, 464 были неактивными по другим причинам.

## Достопримечательности
- Руины замка Крюссоль
- Церковь Сент-Элали (XIX век)

## Города-побратимы
- Бад-Зоден-Зальмюнстер, Германия
- Казальмаджоре, Италия

## Фотогалерея

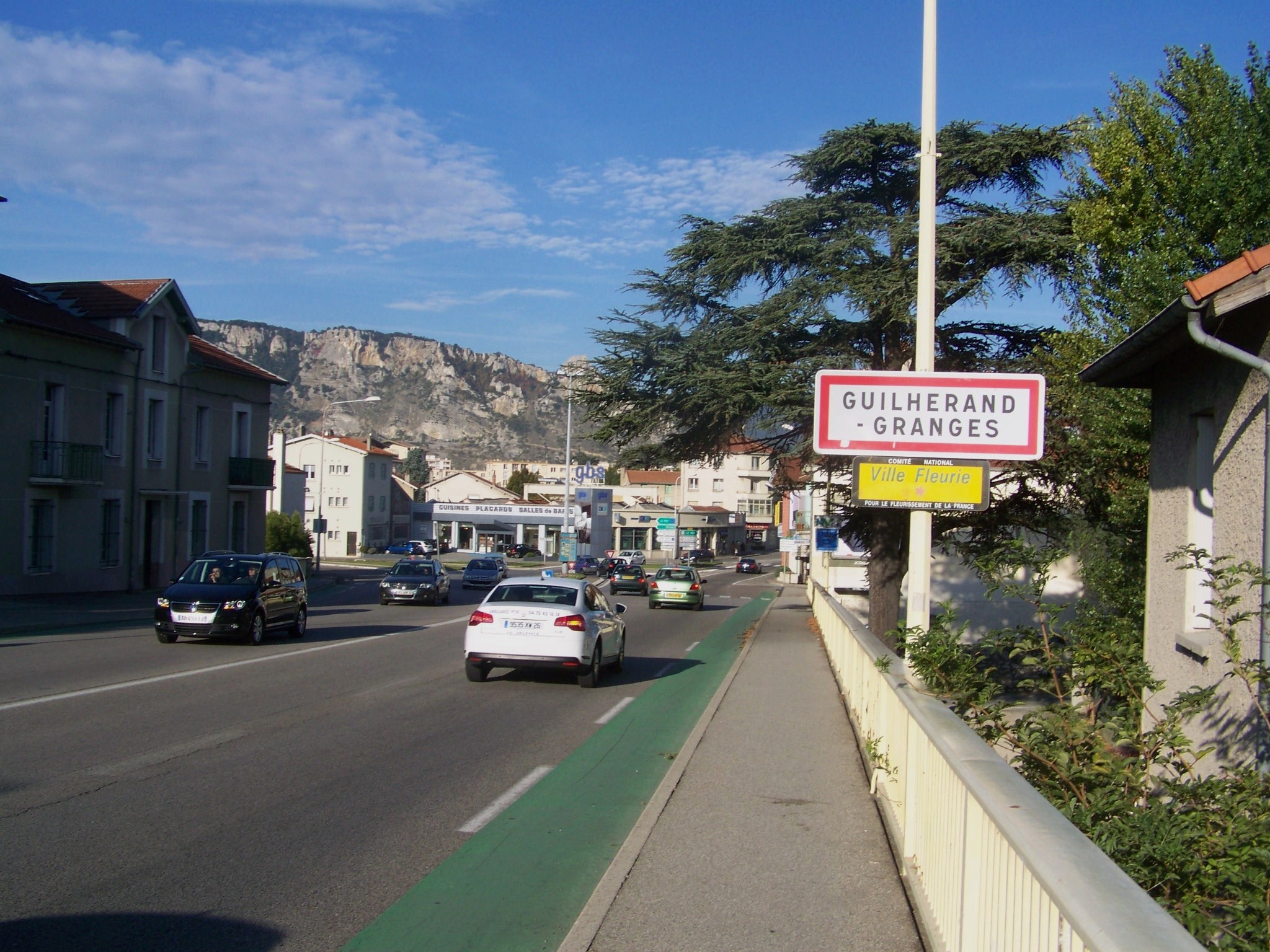
Въезд в Гийеран-Гранж
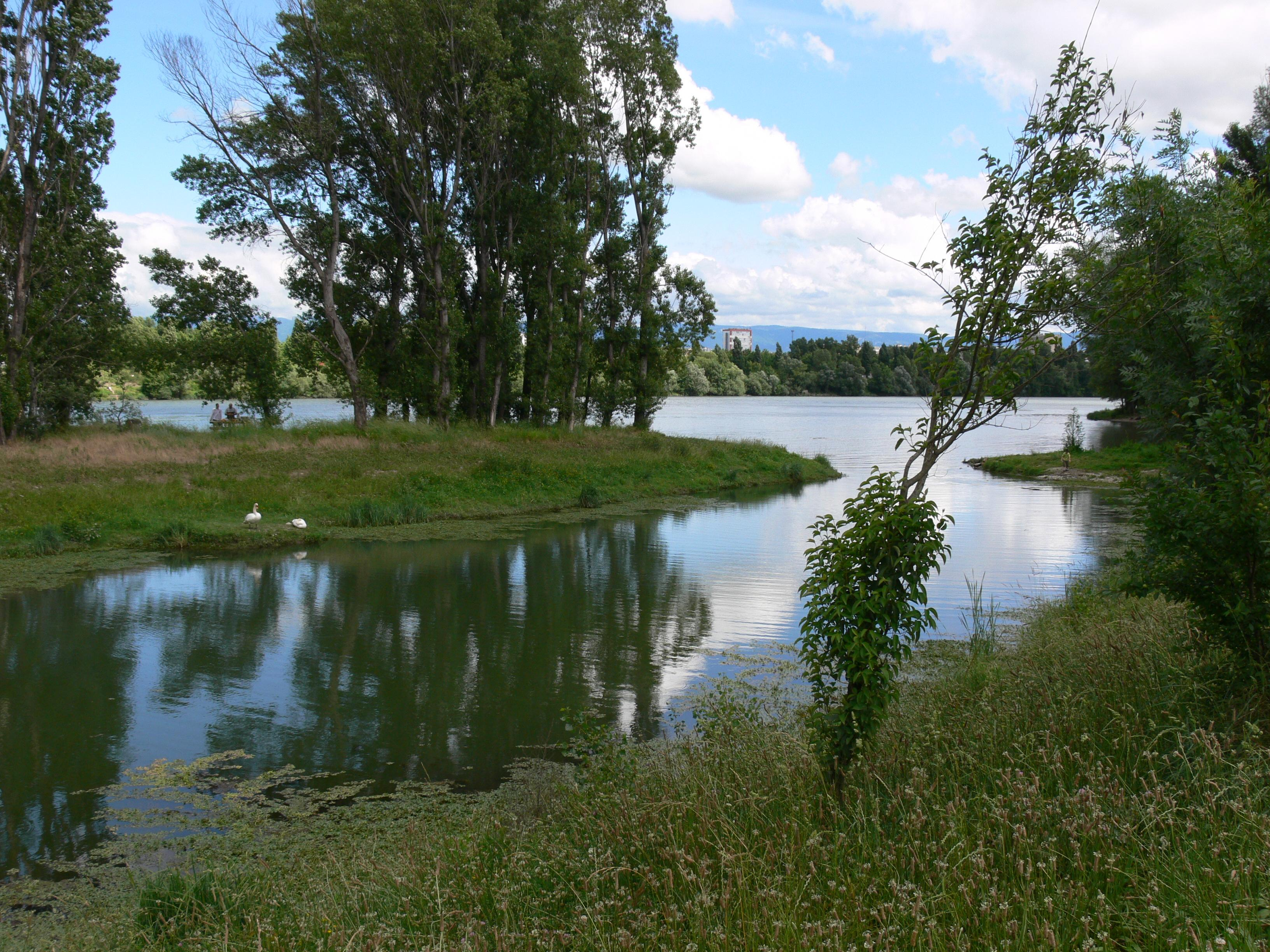
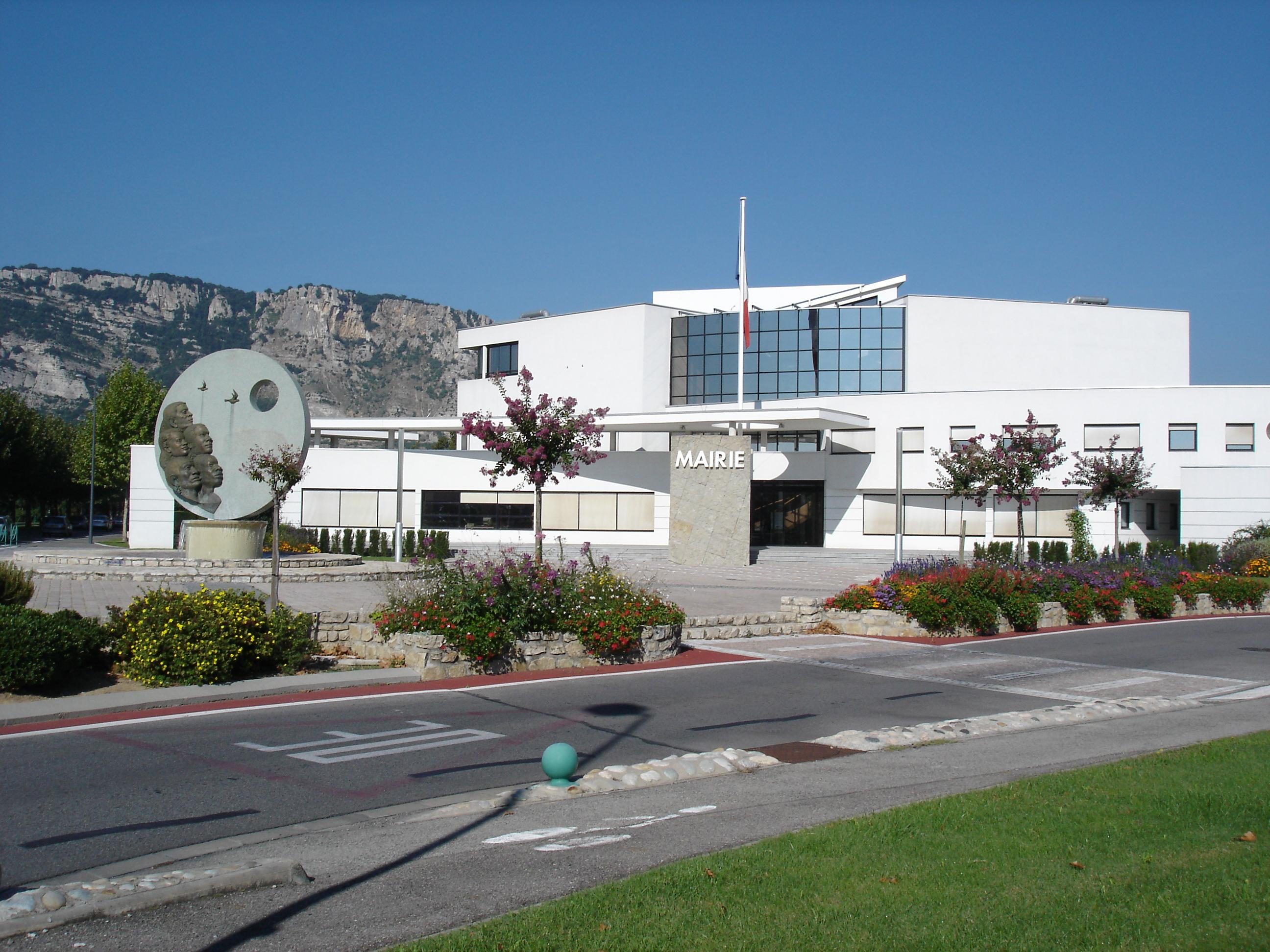
Мэрия
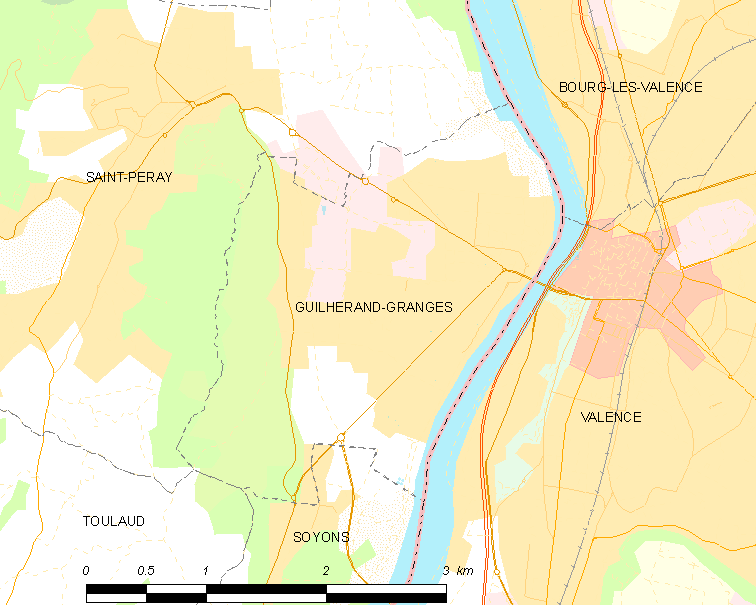
Карта коммуны